# الیزابت گیلیس
الیزابت اگان گیلیس (به انگلیسی: Elizabeth Egan Gillies؛ زادهٔ ۲۶ ژوئیهٔ ۱۹۹۳) بازیگر و خوانندهٔ آمریکایی است. وی در سال ۱۹۹۷ در سریال جوابش را پیدا کن ایفای نقش کرد. و نسخه دوم آن در سال ۲۰۱۲ ساخته شد. گیلیس در مجموعه تلویزیونی آی کارلی که یک سریال برای کودک و نوجوان بود نیز در سال ۲۰۰۷ بازی کرد. و در سریال بعدی خود بنام ویکتوریوس که یک کمدی درام بود درخشش خوبی داشت آخرین حضور او در تلویزیون، سریالی بنام بورلی هیلز ۹۰۲۱۰ است.
او همچنین در مجموعه تلویزیونی دودمان نیز بازی کرده است.